# Nadine Messerschmidt
Nadine Messerschmidt (Suhl, 15 de septiembre de 1993) es una deportista alemana que compite en tiro, en la modalidad de tiro al plato.
En los Juegos Europeos de Cracovia 2023 consiguió una medalla de bronce en la prueba de skeet. Ganó dos medallas de plata en el Campeonato Europeo de Tiro, en los años 2018 y 2022.
Participó en los Juegos Olímpicos de Tokio 2020, ocupando el quinto lugar en el skeet.

## Palmarés internacional
| Juegos Europeos    | Juegos Europeos       | Juegos Europeos   | Juegos Europeos |
| Año                | Lugar                 | Medalla           | Prueba          |
| ------------------ | --------------------- | ----------------- | --------------- |
| 2023               | Cracovia (Polonia)    | Medalla de bronce | Skeet           |
| Campeonato Europeo |                       |                   |                 |
| Año                | Lugar                 | Medalla           | Prueba          |
| 2018               | Leobersdorf (Austria) | Medalla de plata  | Skeet mixto     |
| 2022               | Lárnaca (Chipre)      | Medalla de plata  | Skeet           |